# 谢尔盖·波卢宁

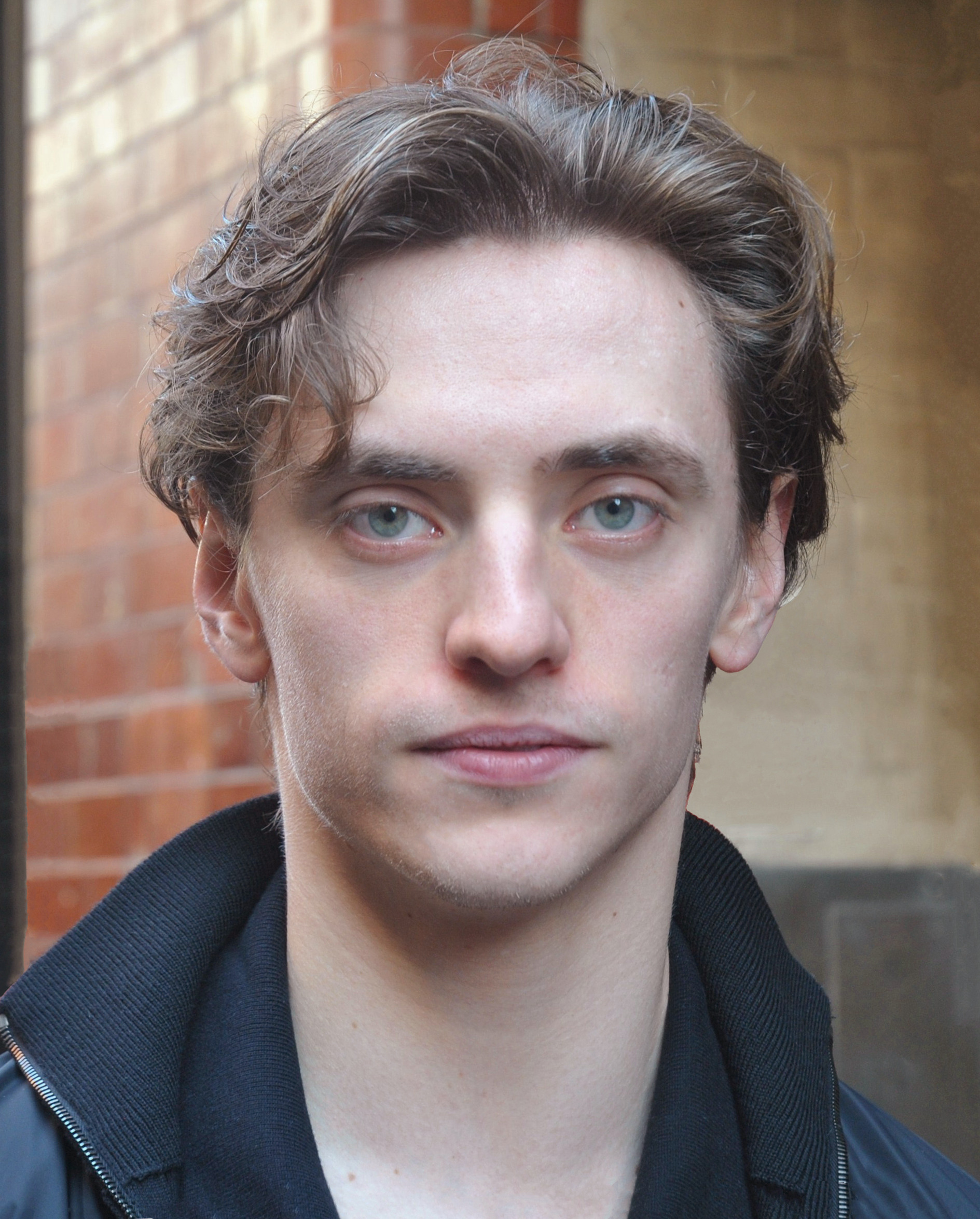
谢尔盖·波卢宁

谢尔盖·弗拉基米罗维奇·波卢宁（俄語： Сергей Владимирович Полунин，羅馬化：Serhiy Volodymyrovych Polunin， 1989年11月20日—）是乌克兰芭蕾舞者、演员和模特。他拥有乌克兰 、俄罗斯 、塞尔维亚国籍，但一直认为自己是俄罗斯人。谢尔盖·波卢宁的妻子是俄罗斯冰舞运动员。 
谢尔盖·波卢宁生于乌克兰苏维埃社会主义共和国赫尔松，起初学习体操，八岁開始學芭蕾舞。2003年，他入讀皇家芭蕾舞學院。 後來加入皇家芭蕾舞团，之後又退出。他曾在2017年的電影東方快車謀殺案中亮相，這是他拍的首部電影，随后在2018年上映的电影紅雀也有他的鏡頭。 同年，波鲁宁与其他一些人一起被授予塞尔维亚公民身份，塞爾維亞當局認為這些人在積極推广塞尔维亚文化。 
2018年11月，谢尔盖·波卢宁公開支持俄罗斯总统弗拉基米尔·普京。  2018年12月，谢尔盖·波卢宁又表示自己也支持美国总统唐納·川普。 谢尔盖·波卢宁同樣支持俄羅斯入侵烏克蘭。 他在乌兹别克斯坦巡演期间，身着全套军装跳舞，而背景音樂是一首献给阵亡俄罗斯士兵的歌曲。 
2022年，谢尔盖·波卢宁發了幾張自己上半身的照片，照片中可以看到谢尔盖·波卢宁在自己的上半身紋上了帶有普京頭像的紋身。 阿爾欽博第劇院原计划邀请谢尔盖·波卢宁演出，但随后取消了演出。 